# Bahnhof Antwerpen-Luchtbal

Der Bahnhof Antwerpen-Luchtbal ist ein Bahnhof der NMBS/SNCB im Norden der belgischen Stadt Antwerpen. Er befindet sich an der Bahnlinie Antwerpen–Niederlande. An den sechs Bahnsteiggleisen halten ausschließlich Regionalzüge. Die Züge verbinden Antwerpen-Luchtbal mit Roosendaal, Essen und dem Antwerpener Hauptbahnhof. Der Bahnhof hieß bis 1878 Bahnhof Merksem. Die heutige Station wurde erst 2006 errichtet, wegen des Neubaus der Schnellfahrstrecke HSL 4 (Schnellfahrstrecke Schiphol–Antwerpen). Die Station wurde komplett neuerbaut, neben dem Antwerpener Ring. 
Der Bahnhof wird größtenteils von Pendlern und Kinobesuchern genutzt, da sich in unmittelbarer Nähe ein großer Kinokomplex befindet.
Seit Oktober 2007 hält auch die Linie 6 der Antwerpener Straßenbahn am Bahnhof.

## Verkehr
Stand: Fahrplanperiode 10. Dezember 2017 bis 8. Dezember 2018
| Linie | Verlauf | Takt Mo–Fr             | Takt Sa, So            |
| ----- | --- | ---------------------- | ---------------------- |
| IC 05 | Charleroi-Sud – Nivelles – Brüssel-Süd – Brüssel-Central – Brüssel-Nord – Mechelen – Antwerpen-Berchem – Antwerpen-Centraal – Antwerpen-Luchtbal – Essen                   | 60 min                 | –                      |
| IC 07 | Charleroi-Sud – Nivelles – Brüssel-Süd – Brüssel-Central – Brüssel-Nord – Mechelen – Antwerpen-Berchem – Antwerpen-Centraal – Antwerpen-Luchtbal – Antwerpen-Noorderdokken | 60 min                 | –                      |
| S 32  | Puurs – Antwerpen-Zuid – Antwerpen-Berchem – Antwerpen-Centraal – Antwerpen-Luchtbal – Antwerpen-Noorderdokken – Essen (– Roosendaal umsteigen in Essen)                   | 30 min nur Puurs–Essen | 60 min nur Puurs–Essen |
| P     | verschiedene Verstärkerfahrten | HVZ                    | –                      |

## Galerie

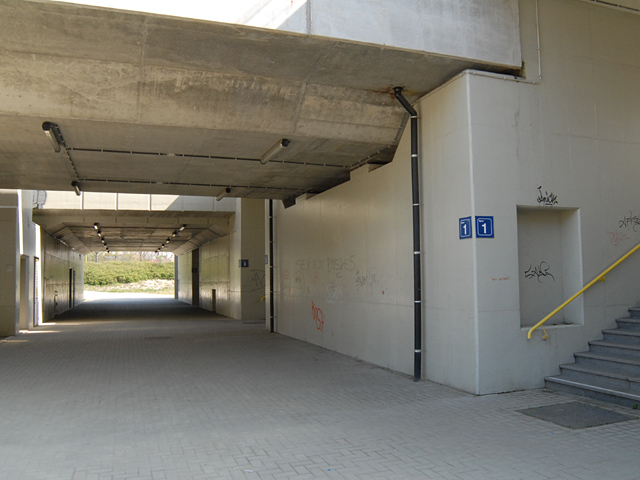
Die Unterführung zu den Bahnsteigen 2007.